# Resolució 194 de l'Assemblea General de les Nacions Unides
La Resolució 194 de l'Assemblea General de les Nacions Unides fou adoptada l'11 de desembre de 1948, cap al final de la Guerra araboisraeliana de 1948. La resolució defineix els principis per a assolir el final dels assentaments i el retorn dels refugiats palestins a les seves llars. El text constatà i garantí que «els refugiats que vulguin tornar a les seves llars i viure en pau amb el seu veïnat han de ser permesos a fer-ho quan abans sigui possible, i que s'ha de pagar la compensació per la propietat d'aquells que trien no tornar així com per la pèrdua o dany de la propietat que, sota els principis de dret i d'equitat internacional, han de ser complertes pels Governs o les autoritats responsables» (article 11).
La resolució també demanda l'establiment de la Comissió de Conciliació de les Nacions Unides per a facilitar la pau entre Israel i els Estats àrabs, continuant els esforços del mediador de Nacions Unides Folke Bernadotte, després del seu assassinat.
Dels 58 membres de les Nacions Unides d'aquell temps, la resolució fou adoptada per una majoria de 35 estats, amb 15 votant en contra i 8 abstenint-se. Significativament, la totalitat dels sis Estats de la Lliga Àrab representats aleshores a Nacions Unides - Egipte, Iraq, Líban, Aràbia Saudita, Síria i el Iemen, tots els quals formaven part del conflicte en qüestió – votaren en contra la resolució. L'altre grup significatiu que votà en contra foren els estats del bloc socialista: RSS Belarús, Txecoslovàquia, Polònia, RSS Ucraïna, la Unió Soviètica i Iugoslàvia, tots els quals ja reconegueren a Israel com un Estat de iure. Per la seva banda, Israel en aquell temps no era membre de les Nacions Unides, tot i que manifestà la seva objecció a molts dels articles de la resolució. En canvi, el poble palestí ni tan sols fou consultat.
La resolució, especialment l'article 11, ha estat citada a la Resolució 302 de l'Assemblea General de les Nacions Unides establint l'Agència de les Nacions Unides per als Refugiats de Palestina al Pròxim Orient (UNRWA) i altres resolucions de l'ONU. També ha estat invocada en suport a les reclamacions del dret de retorn dels palestins, reclamacions que han estat refusades pels diferents governs israelians.

## Contingut
La resolució consta de 15 articles:
| Articles | Contingut |
| 1        | Reconeixement de la feina del mediador Folke Bernadotte. |
| 2-6      | Establiment d'una Comissió de Conciliació. |
| 7-10     | Mecanismes destinats a que Jerusalem i les ciutats i pobles circumdants s'hagin de desmilitaritzar, i com es crearia una zona o jurisdicció internacional dins i al voltant de Jerusalem, així com sol·licitant protecció i accés lliure als llocs sagrats. |
| 11       | Assumpte destinat als refugiats i indemnització per aquells que han perdut o han vist danyada la seva propietat. |
| 12-15    | Funcionament de la Comissió de Conciliació. |

## Interpretació i recepció internacional
Molts dels articles de la resolució no foren complerts des del moment que Israel se n'oposà, els Estats àrabs els rebutjaren, i foren enterbolits pel conflicte continuat de la guerra de 1948 fins l'armistici de 1949 entre Israel i Jordània.
L'11 de maig de 1949, la Resolució 273 de l'ONU admeté a Israel a les Nacions Unides "prenent nota de les declaracions i les explicacions fetes pel representant del Govern d'Israel" amb relació a la implementació de les resolucions 194 i 181, a les que Israel no es cometé a cap acció específica o esquema temporal. Des de llavors, Israel ha refusat qualsevol resolució que reclamés el dret dels palestins a tornar a Israel. Des del moment que les resolucions de l'Assemblea General no són vinculants, i només serveixen com a recomanacions declaratives, no hi pot haver cap obligació o execució de la Resolució 194.

### Article 11.- Refugiats
Des de finals de la dècada de 1960, l'article 11 ha estat cada cop més citat com a base jurídica en el dret de retorn dels refugiats palestins. Des de la seva aprovació, l'Assemblea General de l'ONU ha reafirmat cada any la resolució 194. Les múltiples resolucions subsegüents de Nacions Unides han reafirmat el dret al retorn, incloent la Resolució 237 de Consell de Seguretat (1967) i la Resolució 169 de l'Assemblea General (1980).
L'escriptor Joshua Muravchik qüestionà aquesta lectura, assenyalant que el text estableix que els refugiats "haurien de ser permesos" a tornar a les seves llars "quan abans sigui possible" i que aquesta recomanació només és d'aplicació a aquells "desitjant a... viure en pau amb els seus veïnat".
Israel no ha ofert la readmissió de cap refugiat. L'única excepció fou el 12 de maig de 1949 a la Conferència de Lausana, on el Govern israelià i els delegats àrabs acceptaren un Protocol Conjunt, en el que Israel oferí la repatriació de 100.000 refugiats a canvi d'un tractat de pau integral amb els Estats àrabs i per l'annexió de tots els territoris capturats fins als Acords d'armistici araboisraelians de 1949. El número incloïa a 50.000 refugiats que ja havien trobat la forma de tornar a les seves llars en mans d'Israel. L'oferta fou ràpidament retirada pel Primer Ministre israelià David Ben-Gurion.

## Votació
El resultat de la votació fou el següent:
Aprovació

Argentina, Austràlia, Bèlgica, Brasil, Canadà, RP Xina, Colòmbia, Dinamarca, República Dominicana, Equador, El Salvador, Etiòpia, França, Grècia, Haití, Hondures, Islàndia, Libèria, Luxemburg, Països Baixos, Nova Zelanda, Nicaragua, Noruega, Panamà, Paraguai, Perú, Filipines, Sud-àfrica, Suècia, Tailàndia, Turquia, Regne Unit, Estats Units, Uruguai i Veneçuela.
Rebuig

Afganistan, RSS Belarús, Cuba, Txecoslovàquia, Egipte, Iraq, Líban, Pakistan, Polònia, Aràbia Saudita, Síria, RSS Ucraïna, Unió Soviètica, Iemen i Iugoslàvia.
Abstenció

Bolívia, Birmània, Xile, Costa Rica, Guatemala, Índia, Iran i Mèxic.